# Télécabine de Bab El Oued
La télécabine de Bab El oued est une télécabine urbaine de la ville d'Alger, en Algérie, qui relie Bab El Oued au quartier de Z'ghara de Bologhine, en passant par celui du Village Céleste de Bouzaréah. Elle a été mise en service le 2 janvier 2019.

## Historique
Construite par l'entreprise française Poma, la télécabine a été mise en service le 2 janvier 2019, par le ministre des transports, Abdelghani Zaalane,.

## Caractéristiques
Il s'agit d'une télécabine à pince débrayable. Composé de deux tronçons, la longueur totale du parcours est de 2 025 mètres. Le premier tronçon relie la partie basse de Bab El Oued au quartier du Village Céleste (Bouzaréah) ; le second tronçon relie le Village Céleste au quartier de Z'ghara (Bouzaréah). 
| Numéro | Nom             | Caractéristique    | Altitude |
| ------ | --------------- | ------------------ | -------- |
| 1      | Bab El oued     | Gare tension       | 50 m     |
| 2      | Village Céleste | Gare intermédiaire | 230 m    |
| 3      | Z'ghara         | Gare motrice       | 140 m    |

L'installation dispose de 66 cabines détachables d'une capacité de dix personnes desservant alternativement les deux stations terminales. La durée du trajet est d'environ 7 minutes avec une vitesse moyenne de 5,5 m/s. Le débit estimé est de 2 400 passagers par heure.

## Exploitation
La télécabine de Bab El oued est exploitée par l'Entreprise de transport algérien par câbles (ETAC), qui exploite et gère tous les téléphériques et télécabines d'Algérie, avec un service quotidien de 6 h à 19 h en semaine et de 7 h 30 à 12 h 30 le vendredi,.